# Риђи мишар
Риђи мишар (лат. Buteo rufinus) је птица грабљивица која се налази у неколико делова Евроазије и у Северној Африци. Ова врста се простире од југоисточне Европе до источне Африке и северног дела Индијског потконтинента. Риђи мишар је члан рода Buteo, једна од већих врста у том роду. Ова врста се истовремено сматра релативно моћном и агресивном за своју таксономску групу, као и релативно тромом грабљивицом у целини. Као и већина мишара, преферира мале сисаре као што су глодари, укључујући, веверице, волухарице и пацове, а једе и гмизавце, птице и инсекте, као и стрвине. Прилагодљиве различитим стаништима, риђи мишари могу се гнездити на различитим површинама, укључујући стене, литице и дрвеће. То је типичан мишар по својој репродуктивној биологији. Риђи мишар је широко распрострањен и чини се да је његова популација прилично стабилна. Стога га IUCN сматра најмање угроженим таксоном.

## Опис

### Форма и боја перја
Ово је велики и прилично чврст Buteo. Риђи мишар поседује релативно велики кљун на мањој глави, дуга крила и прилично дуг реп и релативно дуге ноге са снажним стопалима. Врста се обично сматра тромом, отворено и истакнуто се налази у прилично усправним положајима на стени, литици или сличном видиковцу са добрим погледом; такође ће редовно седети на вештачким уздигнутим тачкама као што су стубови или далеководи. Риђи мишар такође често стоји на земљи где хода полако, често се помало гегајући. Ова врста је веома варијабилна у перју, са три до четири морфи. Одрасли бледоморфни риђи мишар има прилично обичну бледу главу, кремасто риђе до светло пешчане боје са највише неколико тамнијих пруга на темену и тамном линијом кроз око, обично са чвршће тамним потиљком. Бледа морфа поседује тамносмеђе горње делове са пешчано-жућкастим пругама наспрам упадљивијег пешчано-смеђег плашта и покривача крила са тамним перјем што ствара контрастни ефекат. Реп одрасле бледе морфе је светло риђенаранџасте боје. Бледило главе код светлих морфи наставља се до груди, чији доњи део има танке пруге попут оловке, док је стомак до бокова тамније риђе-смеђе боје. У међувремену, средње одрасле јединке су сличне бледим одраслим јединкама, али са нешто богатијом бојом, тамнијим и риђкастијим горњим делом тела и нешто тамнијим и шаренијим грудима. Риђолика морфа, вероватно одвојена од средње варијанте, је генерално више окер боје и тамнија је риђолика на тамним деловима перја наспрам контрастније бледе главе. Неки одрасли риђи мишари могу имати сивкаст реп са извесним пругама, а понекад и тамнију субтерминалну траку. Одрасле јединке тамне морфе су све црнкасто-смеђе до црне боје са неким беличастим пругама на потиљку. Реп тамних морфи је сив до смеђе-сив са широком субтерминалном траком и 7 прилично уских и бледих пруга, мада многима ове друге потпуно недостају. Млади јединке бледог, средњег и риђег облика слични су одговарајућим одраслим јединкама својих облика, али имају тенденцију да поседују уредније, блеђе ивице изнад, посебно на врховима великог и средњег покривача перја. Такође, младунци су пругастији око главе и груди, а реп мења боју од бледо беличасте која тамни споља до сиво-смеђе са неправилним бледим смеђим пругама. Млади јединке тамне морфе су мање тамне од одраслих јединки те морфе, понекад показују малу блеђу мрљу на грудима. Шара репа младог тамноморфног риђег мишара разликује се од тамноморфног одраслог, генерално је смеђег карактера од одраслог са 3 веома широке траке и нешто широм субтерминалном траком, али су тамноморфни репови младунаца очигледно веома варијабилни. Перје младунаца траје до 2-3 године када се догоди прво парење. Одрасле јединке имају веома тамно смеђе очи, док су очи младих бледо сиве до сивкастожуте боје, које пре потамнења постају светло смеђе. Део кљуна и ноге су мутно жуте боје.
У лету, риђи мишар изгледа као грабљивица средње величине и прилично широког тела. Поседујући готово орловску силуету, обично се појављује са истуреном главом и донекле тешким кљуном, дугим широким крилима са прилично равним ивицама и само благо суженим крилима са заобљеним крајем од пет прстију. Релативно је дугачак, реп има прилично заобљен облик. Млади јединке обично изгледају виткије, са ужим крилима и задњим ивицама у облику латиничног слова "S", као и са нешто дужим репом. Риђи мишари имају тенденцију да лете релативно спорим, дубоким замасима крила и имају релативно спор лет. Риђи мишар једри са подигнутим крилима, приметно савијеним у карпалним зглобовима и лети у широким круговима са крилима у плитком диедарском облику. Нагоре савијени врхови могу побољшати њихов изглед сличан орлу. Риђи мишари често лебде и дуже време. У лету, беличасто-наранџасти реп често из даљине изгледа потпуно бео и истиче се својом бледилом у односу на тамни задњи део тела и задња крила. Примарни покривачи и већи покривачи су црнкасти код одраслих риђих мишара , а већи покривачи имају бледе врхове. Одрасле јединке су тамно сиве на летним перјем са црнкастим пругама које се шире ка споља на врховима крила и на задњим ивицама. Доњи део крила је обично благо прошаран риђкастим пругама код бледих одраслих јединки, док средње светле одрасле јединке имају јачи контраст од бледе главе и груди до тамнијег, смеђег горњег дела тела и покривача крила, као и груди и облога крила. Одрасли риђи мишар у лету обично изгледа уједначеније изнад, са бојама које варирају од окер до жућкасто-смеђе до тамније риђосастосмеђе и поседује богатије обојене тамније делове, са репом који је веома променљив у риђој морфи. Тамна одрасла јединка у лету може се појавити са или без бледе мрље на потиљку. Тамно обликовани риђи мишари изнад показују бледе базе код примарних, неке мање тамне јединке показују благи контраст смеђе обојених покривача крила у односу на црње карпалне области са сивкастом нијансом код секундарних, али реп је очигледније блеђи, сивљи и променљивији. Доњи део тамне морфе одрасле јединке упадљиво контрастира тамним телом и покривачима испод крила у односу на бледо летно перје. Млади риђи мишари су очигледно пругастији код бледих, средњих и риђих морфи са различитим обликом крила. Млади јединке тамне морфе имају релативно уједначене секундарне превлаке изнад са блеђом основом руке, при чему су унутрашње четири примарне превлаке танко пругасте, беличаст реп постаје сиво-смеђ и изгледа нејасно пругасто. Задње ивице крила су дифузније, сивље и уже него код одраслих, а тамна линија се често налази дуж већих покривача крила. Тамно обликоване младе јединке у лету су још уједначеније, без тамнијих задњих ивица, изнад и испод, сивкасти секундарних пера изгледају много тамније са ширим, али дифузним пругама и често изразито широким задњим ивицама, што повећава контраст у односу на беличасто перје са тамним врхом.

### Величина
Ово је једна од највећих врста рода Buteo. Само две врсте, монголски мишар (Buteo hemilasius) и краљевски мишар (Buteo regalis), значајно премашују просечну и максималну тежину номинованих риђих мишара или достижу сличан распон крила, али неколико других врста рода се углавном преклапа по величини тела са риђим мишаром (на пример, галапагоски мишар , риђорепи мишар и црвенорепи мишар и аугур мишар,  гаћасти мишар и шакалски мишар). Дужина може да се креће од 50 до 66 цм, а распон крила од 112 до 163 цм. Просечан распон крила може бити око 145 цм, а распон крила сигурно парира монголском мишару као највећем од свих Buteo. Риђи мишар показује типичан полни диморфизам величине у корист женки, јер могу бити и до 15% веће и у просеку до 30% теже. Просечна телесна маса мужјака је 1.035 г , међу узорком од 8 са тежином у распону од 590 до 1.281 г, док је просек био 1.315 г код женки, у узорку од 11 у распону од 945 до 1.760 г. У међувремену, тежина мигрирајућих риђих мишара који су мигрирали у Еилату била је 1.182 г код одраслих мишара и 1.047 г код двогодишњих младих јединки. Мере индијских риђих мишара биле су од 1.000 до 1.300 г, са мањим дужинама од 46 до 55 цм и распоном крила од 129 до 150 цм. Међу стандардним мерама, мужјаци номинованих подврста достижу тетиву крила од 405 до 459 мм, док женка достиже тетиву крила од 428 до 496 мм. Код мужјака реп може мерити од 204 до 244 мм , док женка може мерити од 223 до 262 мм. Дужина тарзалне кости код мужјака може достићи 83 до 93 мм, док женке достижу 87 до 96 мм. Код номиноване расе, кљун је дугачка 23,4 до 30 мм код оба пола, са просеком од 27,9 мм код миграната у Еилату. Зрели мигранти у Еилату су били дугачки од 24,8 до 32,1 мм, са просеком од 27,8 мм, на увећаној канџи.

### Идентификација
Блеђе јединке риђег мишара су обично прилично препознатљиве, али њихово веома променљиво перје доводи до погрешне идентификације. Главна забуна је са још варијабилнијим обичним мишаром (Buteo buteo), углавном степске подврсте, који се гнезди и мигрира у често сличним подручјима. Степски мишари се разликују по различитим карактеристикама перја, тј. тамнијој глави и грудима са контрастном светлијом траком на грудима, потпуно пругастим и тамнијим горњим репом, мање израженим карпалним мрљама и испод и изнад, контрастнијом облогом крила са светлијим средњим покривачем крила, при чему је већи покривач најтамнији. Због великих варијација у перју, степски мишари се често не могу поуздано разликовати и при посматрањима на већим удаљеностима се најбоље разликују по мањој величини и различитим пропорцијама. Степски мишар је знатно мањи, компактније грађе и поседује знатно краћа крила и реп од номиналних риђих мишара. Штавише, степски мишар има израженију главу, али мање избочен кљун и лети бржим, али чвршћим и мање флексибилним ударима. Такође, степски мишари имају тенденцију да лете са равнијим крилима у једриличарском облику и мање израженим диедералним обликом без врхова усмерених нагоре. Тамније морфе одговарајућих врста су толико слични да се морају разликовати по величини, пропорцијама и летним покретима. Посебно је тешко разликовати од степског мишара мању северноафричку подврсту. У Азији је риђи мишар сличан монголсом мишару, који је у просеку нешто већи, али има нешто уже крила. Типично, планинске врсте имају велику белу мрљу на горњој делу крила, са једнообразним сивкасто-белим репом (са највише 2-3 тамне пруге видљиве само изблиза), тамнијом, земљаносмеђом бојом на грудима и бутинама и недостају им типични топли, риђи тонови дугих ногу. Код тамно морфираних монголских мишара, мада могу имати нешто тамнију основну боју на доњим секундарним ногама и понекад показују бледо латинично "U" на грудима, али су иначе готово идентични по изгледу тамно морфираним риђим мишарима. Једини други Buteo који се потенцијално може помешати са риђим мишаром је мигрантски гаћасти мишар (Buteo lagopus) који је сличан по величини, пропорцијама и понашању у лету, које може да се простире до лебдења (међутим, гаћасти мишар је незнатно мањи по величини са краћим ногама и краћим кљуном). Гаћасти мишар треба да се разликује од риђег мишара по препознатљивом белом репу са широком тамном субтерминалном траком, као и по потпуно пернатим ногама. Младим гаћастим мишарима недостају тамне дијагонале доњих крила многих младих риђих мишара. Риђи мишар се потенцијално може помешати са другим средњим или великим неповезаним врстама грабљивица ван рода Buteo, укључујући више врста малих до средње великих орлова и две врсте осичара. Међутим, сви они обично имају низ препознатљивих морфолошких карактеристика, посебно пропорције и облике крила, главе и репа и летних покрете, као и карактеристике перја које их лако разликују чак и од најсличнијих по боји и величини риђих мишара.

### Оглашавање
Оглашавање риђег мишара није добро проучено нити се сматра да је посебно гласан. Познато је да се ова врста понекад огласи, али је мање гласна од обичног мишара. Оглашавање је слично овој другој врсти, али су ноте краће и нешто више. Најчешће оглашавање риђег мишара је кратко "мјау". Такође се понекад транскрибује као "кјааа" и снижава се на крају кратког оглашавања од 0,5-0,8 секунди. Каже се да су, у поређењу са обичним мишаром, звуци риђег мишара „мање пиштави“ и више „слични галебовима “. Риђи мишар који је напуштао своје гнездо у Мароку одмах након изласка сунца испуштао поновљени звук „ар “, краћи, пунији и очигледно нижи од упоредивог оглашавања обичног мишара.

## Распрострањеност и станиште
Риђи мишар насељава сушна подручја северне Африке, југоисточне Европе, западне и централне Азије источно до Кине, па све до централне Индије. Најдаљи западни део њиховог подручја гнежђења налази се у западној Африци, у Западној Сахари, крајњем северу Мауританије, већем делу Марока западно до северног Алжира (повремено и на другим местима у земљи), Тунису и северној Либији (углавном северозападни делови). Риђи мишари се случајно јављају у неколико других делова Африке. У континенталној Европи, углавном се гнезде у југоисточном региону. Гнезда риђих мишара позната су у источној Мађарској, централној и источној Украјини, јужној Молдавији, јужној и далекоисточној Румунији, јужној Србији и шире у Бугарској, а донекле и у северној Грчкој. Недавна виђења указују на то да постоји мала популација у региону Апуља у југоисточној Италији. Слично томе, све је више евиденција о риђим мишарима на далеком југу Шпаније, а прво гнежђење догодило се на Гибралтару 2009. године. Недавна колонизација Европе је узрокована климом у јужној Европи која постаје погоднија за ову врсту. Случајно лутајући риђи мишари су документовани неколико пута у многим деловима Европе, укључујући Финску, Данску, Холандију, Француску, Пољску, Чешку и Словачку. Ван Европе, у источном Медитерану или Малој Азији, риђи мишар је једна од најчешће пронађених и најбројнијих грабљивица које се гнезде, а распрострањен је широм Турске, Кипра, Јерменије, Грузије и Азербејџана. Ареал се наставља у југозападној Русији све до Саратова и Оренбурга.
Такође је широко и редовно распрострањен на већем делу Блиског истока, настањујући готово целу Сирију, Либан, Израел, као и северне централне делове Ирака и Ирана.  Ређе се подручје гнежђења протеже у Оман, Уједињене Арапске Емирате, Јемен и Саудијску Арабију. Ареал се протеже скоро широм Централне Азије, настањујући практично цео Туркменистан (укључујући и дуж обале Каспијског мора), Узбекистан, све осим северних делова Казахстана, Таџикистана, Киргистана и северног и централног Авганистана. Ареал гнежђења престаје у северозападној Кини, али је изоловано гнежђење документовано у региону Кашмира, вероватно на граници Пакистана и Индије. Током периода селидбе, риђи мишари су виђени шире у подручјима као што су Арапско полуострво, јужни Ирак, западна Кина и североисточна Африка, док они који се гнезде у Европи, Русији и Централној Азији често напуштају своја места за гнежђење током зиме. Зимовалишта миграторних риђих мишара протежу се кроз већи део доње Централне Азије и Индијског потконтинента, укључујући јужни Авганистан, већи део Пакистана и северне Индије, све до Непала, Бутана и Бангладеша. Ретко су забележене луталице чак до Шри Ланке, северне Бурме и Андаманских острва на југу. Мање константне популације које зимују могу живети од централног Судана и Еритреје, северног Јужног Судана, већег дела Етиопије, до далеког североистока Уганде и централне Кеније, ретко до далеког севера Танзаније.

### Станиште
Риђи мишар насељава отворена, необрађена подручја, са високим жбуњем, дрвећем, литицама или брежуљцима који су омиљена места за гнежђење, као и за приступ слаткој води. Врста обично живи у степама, полупустињама и пустињским рубовима, неплодним каменитим пејзажима, сувом жбуњу, а понекад и морским обалама. Не тако често, врста ће се прилагодити шумама све док су доступна обилна отворена места. У целини, благо брдовите равнице су идеална подручја за гнежђење. У студији спроведеној у Ирану, 41% риђих мишара било је на отвореним равницама са ниском вегетацијом, 29% на равницама са нешто вишом вегетацијом, 12% је било у планинским пределима, а 18% на обрађеном земљишту. Док риђи мишари претежно траже храну у дивљини, они су такође прилагодљиви обрадивим површинама, пашњацима, периферијама села, а понекад чак и јако обрађеним подручјима. Травњаци се често претежно користе током зиме. Оне које зимују на Индијском потконтиненту углавном користе сличне сушне отворене равнице, полупустиње и обрађена подручја, али можда изненађујуће се сматрају карактеристичним зимским грабљивицама сувих мешовитих шума са отвореним пропланцима и неплодним падинама брда. На Индијском потконтиненту, врста се често може видети како користи разне преграде, укључујући жбуње, живе ограде, пешчане дине, пластове сена, хумке и стубове за далеководе. Северноафричка и арапска раса наводно могу показивати снажну склоност ка отвореним шумовитим и/или каменитим подручјима, али је забележена у слично широком броју станишта као и номинована подврста. Врста се може јавити од нивоа мора до око 1.600 м надморске висине у Европи, али у Азији ретко живи у планинама на надморској висини до 3.000 м или чак 3.900 м, са забележеним мигрантима до 5.000 м. Млађе птице се расипају северно од места за гнежђење, а постоје записи из северне Европе. Популација за гнежђење у Грчкој је око 60 парова. Пошумљавање у Јудејским брдима у Израелу и на Западној обали повећава потенцијални међуврсни сукоб за друге грабљивице које су у близини.

## Таксономија
Риђи мишар је члан потпородице Buteoninae, пореклом из Америке . Род Buteo, са 27 врста (један од најразноврснијих родова дневних грабљивица), проширио се кроз Евроазију и Африку, релативно недавно у еволуционој историји подфамилије. Најсличнија постојећа врста, која се некада сматрала и конспецифичном и делом суперврсте, јесте монголски мишар. Међутим, генетска студија је показала да риђи и монголски мишари немају јаку генетску везу и да су врсте углавном алопатричне.  Монголски мишар граничи се са ареалом риђих мишара од Тарбагатаја до северозападне Монголије, а јужно до Џунгарије. Пронађени су докази о опсежној хибридизацији између ове две врсте. Иако се ни обични мишар не сматра блиским сродником, хибридизација се недавно појавила и између риђих мишара и обичних мишара на Гибралтару, као и на Великој мађарској равници. Поред тога, утврђено је да су мало познати мишари (за које се некада сматрало да су део обичних мишара) који живе на острвима Сокотра и Зеленортска Острва ближи сродници риђих мишара, ако не нужно и истог типа.

### Подврсте
Постоје две препознате подврсте:
- Buteo rufinus rufinus: Са изузетком Арабије и можда јужног Блиског истока, номинована раса обухвата све евразијске гнездеће риђе мишаре, распрострањене од Балкана на исток до Монголије и Индије; зимује у неколико подручја Јужне Азије и Африке. Сви претходни описи се првенствено односе на номиновану подврсту[2]
- Buteo rufinus cirtensis: Северна Африка од Мауританије на исток до Египта и Арабијског полуострва, са неким доказима да могу достићи далеко на југу Израела, а подврста је додатно продрла у Европу у области Гибралтара.[2] Дуго се претпостављало да би ово могла бити посебна врста, али екстремне варијације обе расе и минималне разлике у понашању, гласу и морфологији спречиле су препознавање поменуте врсте. За разлику од неких популација Buteo rufinus rufinus, ова подврста је у потпуности станарица и није познато да мигрира.[2][3][47][65] Ова подврста је обично знатно мања од номинованог риђег мишара, међутим, докази указују да је Buteo rufinus cirtensis, који се гнезди у Арабији и можда јужном Израелу, већи од афричких птица те расе.[2][66] Дужина крила ове расе је 343-394 мм код мужјака и 380-425 мм код женки. Поред тога, дужина репа мери 188-197 мм код мужјака и 196-201 мм код женки, док је дужина тарзуса 72-79 мм код оба пола.[2] Једна јединка Buteo rufinus cirtensis у Израелу тежила је 865 г. Штавише, Buteo rufinus cirtensis има тенденцију да буде блеђи у целини од номинованих риђих мишара, са нешто јаче контрастним риђкастим стомаком. Каже се да овој раси недостаје тамни облик упркос извесној забуни око тог питања.[2][47]

## Миграција
Иако је северноафричка раса углавном станарица, са извесним расељавањем на кратке удаљености, повремено лутају до Иберијског полуострва, док се једна преселила у Сенегал у октобру, ретко се дешавају кретања ка југу, као што је то случај са Буркином Фасо и Лагосом. Номинована раса је мање-више станарица у јужном делу подручја гнежђења, али је скоро у потпуности миграторна на северу и истоку подручја. Јесења миграција почиње било када од краја августа до краја септембра. Подаци из прелазних подручја као што је Либан указују да јесењи прелет може повремено да се продужи и до новембра. За разлику од обичних мишара, риђи мишари имају тенденцију да мигрирају појединачно или у малим јатима. Прилично мали број се обично бележи на главним посматрањима миграционих путања. На пример, 1.816 у Суецу од септембра до почетка новембра 1981. године. На јужној обали Црвеног мора код Баб-ел-Мандеба укупан број риђих мишара је до око 130 сваке јесени. Врста обично стиже до Индијског потконтинента око септембра или октобра, а одлази око марта. Одговарајући датуми доласка и одласка као на Индијском потконтиненту документовани су за зимујуће риђе мишаре у Кореји. Већина врста зимује у источном Медитерану, тј. у Грчкој, Малој Азији преко Блиског истока и Арабије до јужног Тибета и северне Индије, као и другде у Азији. Централноазијске области могу показивати мешавину миграторних популација, места за окупљање и неке зимујуће риђе мишаре. Умерен број риђих мишара је обично документован у Африци, углавном у долини Нила у Судану, а врста се ретко креће јужно од Сахаре, али су мигранти документовани и у западној и у источној Африци као луталице. Пролећни повратни летови се дешавају од краја фебруара па надаље, трају око месец и по дана, достижући врхунац у другој половини марта, при чему се на главним миграторним рутама обично виђа још мање њих него у јесен. На пример, током просечног пролећа у Еилату се забележи само око 105. Гнежђење обично почиње већ од марта - средине априла до маја, чак и код птица које се гнезде у северном делу ареала.

## Дијететска биологија
Иако се често описује као тром, риђи мишар, према већини извештаја, изгледа као прилично активан и моћан предатор. Ова врста често лови брзим летом на неопрезан плен са разних осматрачница. Риђи мишари, попут многих врста Buteo, редовно лове мирно, користећи гране или високе стубове или хумке, проводећи дуге периоде посматрајући тло. Уобичајена места за стубове током лова могу укључивати далеководе, стубове, бандере, камење, стеновите избочине и мртва, а понекад и жива стабла. Такође ће пазити на плен док стоје на земљи, понекад одмах поред улаза у рупу плена. Ништа мање често, могу ловити у лету из лебдења или активног лета. Током лова у лету често лебде у ваздуху, до око 30 м изнад земље, понекад неколико минута, пре него што се стрмоглаво спусте на плен. Вероватно је да станиште које се користи и које диктира доступност места  са ког се може посматрати тло диктирају варијације у начинима лова које се виде код ове врсте. Често је преферирано станиште за лов прилично отворено, укључујући брдске степе, сушне полупустиње и обрађена поља. Повремено су забележени у малим градовима како лове голубове који се одмарају на избочинама, пукотинама и испод стреха старих зграда тако што изненада полете користећи заклон зграда и хватају их док се пењу. Познато је да риђи мишари посећују пожаре у шуми или трави како би ухватили расељени плен, често то радећи заједно са другим грабљивицама. Риђи мишар има прилично типичну исхрану за rod Buteo, генерално имајући опортунистичку исхрану, али са преференцијом на мали плен сисара. Нешто више од многих врста из рода Buteo, риђи мишари имају тенденцију да узимају велики број гмизаваца као плен, од прилично малих до прилично великих. Секундарнији типови плена укључују птице, инсекте, друге бескичмењаке и врло ретко друге врсте кичмењака. Биологија исхране риђег мишара је мање документована него код обичног мишара, чак и у европском делу њиховог ареала, ипак је описано скоро 200 врста плена. Главни плен, тј. кичмењаци, за риђе мишара који се лове углавном имају телесну масу између 20 г и 1.500 г. Крађа лешина није неуобичајена код риђих мишара, што је опширно забележено на лешинама паса (Canis lupus familaris) у Румунији, међутим, лешине се редовно уносе само током сезоне ван гнежђења.
У једној од најзападнијих студија исхране, у Украјини, пронађено је 450 остатака сисарског плена, са укупно 565 јединица плена (5,3% птице, 8,3% гмизавци, 0,2% водоземци и 6,5% бубе). Главни плен овде је била обична волухарица (Microtus arvalis), у просеку око 25 г и чине 48,4% исхране по броју и 12,59% биомасе, као и велике кртице (Spalax microphthalmus) и подолско кртице (Spalax zemni), које у просеку износе око 215 г и заједно чине 22% исхране по броју и 49,2% биомасе. Други важан плен биле су пегаве земљане текунице (Spermophilus suslicus), а већи плен сисара био је веома млади европски зец (Lepus europaeus) од 500 г и одрасли европски хрчак (Cricetus cricetus) на 443 г, у просеку. Друга украјинска студија открила је превласт великих кртица у исхрани, при чему оне чине 44,5% исхране по броју, док глодари укупно чине 77,5% хране. У међувремену, исхрана у овој другој украјинској студији показала је необично обиље птичјег плена, који је чинио 22,3%. Исхрана у мађарским равницама Хортобађ је открила да међу 94 врсте плена, где је 69,1% исхране чинило бубе, при чему је текуница (Spermophilus citellus) најчешћи сисар са 19,1%. На другим местима у Мађарској, европске текунице су биле доминантне у исхрани у Добруџи, док су напољу, у Источнословачкој равници Словачке, исхрана се скоро у потпуности заснивала на обичној волухарици, али само наводно када су волухарице биле на врхунцу свог популационог циклуса. Даља истраживања на Великој мађарској равници изгледа да потврђују значај обичних волухарица и европских хрчака у исхрани риђих мишара, као и другде у источној Европи. У југоисточној Бугарској, међу 189 јединки плена, врсте рода Microtus чиниле су 22,2% исхране, европске текунице 18,6%, смеђи пацов (Rattus norvegicus) 10,6%, европска водена волухарица (Arvicola terrestris) 8,5% и балкански зелени гуштер (Lacerta trilineata) 4,76%. У Бугарској је 68,8% исхране чинило сисаре, 13,23% гмизавце, 9% птице, 7,41% зглавкаре и остале кичмењаке, док је плен варирао по величини од бескичмењака тежине делића грама до сисара тежине до 1,5 кг као што су млади европски зец и неаутохтони бизамски пацови (Ondatra zibethicus). Утврђено је да риђи мишари у североисточној Грчкој у великој мери зависе од европске текунице, која је чинила 21,2% од 268 јединица плена тамо. Већина осталог плена је била углавном неидентификована, али су укључивали правокрилце (10,8%), врсте Scolopendra (10,8%), змијске врсте (8,2%), Lacerta sp. (7,83%) и обичне волухарице (7,46%).
Утврђено је да популација риђих мишара у Џорџији живи од веома малих сисара. На пример, на гребену Квернаки, од 223 пленa, главни плен идентификован као врста била је друштвена волухарица (Microtus socialis) (са 27,35%) и кућни миш (Mus musculus) (са 7,17%), а затим разни неидентификовани глодари (скоро 15% исхране) и врсте Lacerta. (7,17%) и кавкаска агама (Paralaudakia caucasia) (4,93%). У висоравнима Ниноцминде забележено је 244 јединке плена које се углавном хране неидентификованим малим глодарима, посебно волухарицама, као и већим европским воденим волухарицама (7,78%) и идентификованим пољским волухарицама (5,74%). У оба подручја истраживања у Џорџији, сисари су чинили нешто више од 59% укупних остатака, неидентификовани инсекти су чинили 18,4% и 22,5% броја плена, птице 6,3% и 13,5% исхране, а гмизавци 16,2% и 4,52% исхране, респективно. Изгледа да је у Јерменији њихова исхрана била углавном заснована на гмизавцима, углавном малим до средњим гуштерима, али су чак пријављени и остаци грчке корњаче (Testudo graeca). На острву Кипар, укупно 559 јединица плена пронађено је комбинацијом посматрања, остатака плена и пелета. Главни плен овде су убедљиво били црни пацови (Rattus rattus) са 46,3% исхране и звездаста агама (Stellagama stellio) са 30,4%. Укупно на Кипру, 49,1% исхране су чинили сисари, а гмизавци више од 40%. Млади пацови, агаме и Шнајдерови скинкови (Eumeces schneiderii) били су добро заступљени у исхрани популације са Кипра, што значи да се процењује да су отприлике две трећине исхране чиниле ситни плен тежине 100 или мање. Међутим, не занемарљива количина плена тежине око 500 г су ловљени, укључујући младе европске зечеве, степског смука (Dolichophis caspius) (са 5% исхране по броју) и птице као што су турска камењарка (Alectoris chukar) и голуб гривнаш (Columbus palumbus).
Пратеће студије исхране риђих мишара спроведене су у израелским Јудејским брдима. Међу укупно 1.239 плена из 32 гнезда, примарни плен су изгледа били шнајдерови скинкови са 16,3% и звездасте агаме са 14,6%, док је једна стара студија открила да голубови пећинари или дивљи голубови (Columbus livia) најзначајнији са 19,6% од 561 плена (голубови су чинили 10,7% међу 1.239 плена). Генерално, риђи мишари са Јудејских брда су преферирали гмизавце, са 47,2% хране, и птице, са 32,2%, прилично снажно у односу на сисаре, 18,3%, што није неочекивано у полупустињском окружењу региона. Наводно је доминантни плен у Јордану био дебели пешчани пацов (Psammomys obsesus), а затим поново звездаста агама, и генерално се чинило да се исхрана није разликовала од исхране ове врсте на Кипру. На Арапском полуострву, пријављено је да су се риђи мишари хранили углавном крупнијим гуштерима Uromastyx, али су ловили и зечеве, птице и лешине. У Националном парку Хар Туран на северу Ирана, 34 остатка су претежно представљена неидентификованим зечевима, повремено допуњеним птицама, корњачама и мањим сисарима попут врста Meriones и Gerbillus. У југозападном Ирану, пронађено је око 100 комада плена комбинацијом остатака плена, пелета и видео снимака. Главни плен биле су кавкаске веверице (Sciurus anomalus) са 29,85% по броју, 39,4% по биомаси (са процењеном просечном масом од 300 г и звездасте агаме као што су бриљантне приземне агаме (Trapelus agilis), крупне агаме (Laudakia nupta) (обе процењене на 300 г када се узму и ситна агама (Paralaudakia microlepis), при чему ове три заједно чине 30,3% исхране и 36,5% биомасе плена. Неколико змија попут пегавих бичастих змија (Hemorrhois ravergieri) такође су често ловљене овде.
Иако је исхрана релативно добро проучена у европским, источномедитеранским и блискоисточним областима, даље на истоку исхрана је углавном непозната, из секундарних посматрања и ретко је квантитативно анализирана (док су северноафричке популације готово потпуно непознате у смислу биологије исхране). У Источноказахстанској области пронађена су два гнезда риђих мишара која су првенствено садржала остатке тамариског гербила (Meriones tamariscinus) и црвенообразе земљане веверица (Spermiphilus erythrogenys). Студија спроведена у региону Калмикије у Русији открила је да се око 100 плена риђих мишара састоји од разноврсне хране и да је плен у мањој мери заснован на малим сисарима или гуштерима него у другим регионима. Најчешћи идентификовани плен овде биле су неидентификоване шеве, са 18% исхране по броју и 4,7% по биомаси, док је веома млад европски зец, са процењеним просеком од 400 г телесне масе, био други по броју, са 9%, и примарне по биомаси са 21,8%. Други значајан плен овде биле су друштвене волухарице, такође са 9% по броју, и одрасле гачци (Corvus frugilegus), са просечном масом од 46 г што чини 15,7% биомасе. У североисточној Кини, исхрана је била прилично добро проучена, иако у донекле малој студији. Од 50 врста плена, овде су велики гербили (Rhombomys opimus) предводили исхрану са 48%, затим татарски пешчани удав (Eryx miliaris) (18%), зец (Lepus capensis) (6%), џејран (Gazella subgutturosa) (6%) (вероватно, али не и сигурно, однета у гнездо као лешина) и монголска зеба (Bucanetes mongolicus) (6%). Укупно, сисари су чинили 60% исхране, гмизавци 22%, а птице 18%. Исхрана на Индијском потконтиненту је прилично разнолика, а плен који се често примећује састоји се од малих сисара, који чине и до 85% исхране, при чему је примарни плен често индијска пустињска змија (Meriones hurrianae) у сушним подручјима и волухарица и пика у планинским подручјима. Гуштери су значајни, посебно индијски бодљикави гуштер (Saara hardwickii) и агаме, као и змије и разни други плен.

### Међуспецифични односи
Риђи мишар се јавља на широком подручју Евроазије. Ова врста се креће од југоисточне Европе све до источне Африке и даље на северни део Индијског потконтинента. Често коегзистирају у неколико подручја са степском подврстом обичног мишара. Мало је познато како њих две коегзистирају, али риђи мишар је познат као птица отвореног и каменитог станишта, а не шумовитих ивица, често се гнезди на или око стена, а не на дрвећу. И обични и риђи мишари су често веома опортунистички настројени, али риђи мишар је склон да лови разне мале сисаре као што су кртице, хрчци, веверице, пацови и разни гмизавци попут гуштера и генерално је мање зависан од волухарица као плена. У североисточној Грчкој је документовано да се ове две врсте често упуштају у међуспецифичне сукобе око гнезда, при чему је обични мишар чинио највећи проценат агресивних интеракција документованих код риђих мишара, са 10 од 47 таквих интеракција. У свом распрострањеном станишту, риђи мишари често деле релативно отворена, сунчана и делимично сушна станишта и интензивно лове са бројним другим грабљивицама, од мањих, слабијих еја од око три врсте до већих и снажнијих орлова као што су орлови крсташи (Aquila heliaca) и степски орао (Aquila nipalensis), као и често степски соколови (Falco cherrug). Документовано је да је риђи мишар био најзначајнији градитељ гнезда за гнежђење степских соколова у Казахстану, при чему су соколови обично користили стара или алтернативна гнезда мишара. Станиште гнежђења се често поклапа са стаништем buљине (Bubo bubo), а плен је донекле сличан њој, као у Бугарској где чак могу да се гнезде у истим гајевима, али се за много већу буљину ретко може рећи да директно конкурише с обзиром на њен ноћни начин живота. Докази у Јудејским подножјима показују да се риђи мишар тамо такмичи са змијарем (Circateus gallicus). Иако су постојале разлике у исхрани, змијар је ловио више змија, риђи мишар више гуштера и птица, са поделом у примарним временима лова, риђи мишар се добро снашао у интеракцијама будући да је био бржи и често агресивнији грабљивац од нешто већег орла.
Чини се да риђи мишар заузима средњи положај у исхрани средњих до великих дневних грабљивица у степама, ливадама, висоравнима и приобалним подручјима, у складу са величином свог тела (која је велика за мишара, али мања од многих врста орлова са којима је приморан да дели станишта). Мало је информација о њиховом положају, осим о њиховом месту у ланцу исхране. Чини се да су њихов главни предатор буљине. Иако у Бугарској нису документовани случајеви предаторства, у многим другим заједничким деловима ареала, риђи мишари су се појавили у исхрани моћних буљина. Познато је да и друге веће птице грабљивице повремено лове риђе мишаре. Документовано је да међу њима постоје орлови крсташи, степски орлови и пругасти орлови (Aquila fasciata). Неколико птица грабљивица се такође појавило у различито време у исхрани риђих мишара и, у поређењу са обичним мишаром, мање проучавани риђи мишари могу бити склонији међуспецифичним убиствима судећи по броју пријављених птица, упркос релативно малом броју студија о њиховом плену. Међу грабљивицама документованим као очигледан плен риђих мишара су јастребови (Accipiter nisus), краткопрсти кобац (Accipiter brevipes), змијар, кукувија (Tyto alba), ћук ( Otus scops ), кукумавка (Athene noctua), утина (Asio otus), ритска сова (Asio flammeus), обична ветрушка (Falco tinnunculus) и сива ветрушка (Falco vespertinus). Познато је да су сисари месождери повремени плен риђих мишара, укључујући мале ласице (Mustela nivalis) и шареног твора (Vormela peregusna), као и, иако се оне вероватније лове док су младе или као лешине, риђе лисице (Vulpes vulpes) и европске дивље мачке (Felis silvestris).

## Гнежђење
Риђи мишар је, као што је типично за Buteo и accipitrids, обично прилично усамљен ван парне везе. Међутим, повремено формира веома лабаве групе за размножавање, понекад чак и до 300 м близу или на истој литици. Такође је понекад мало друштвена у пролазу у малим групама, ретко путује у великим јатима. Ваздушни приказ риђег мишара је сличан, али мање добро документован него код обичног мишара. Склони су међусобном кружењу у висини, при чему оба пола скачу један на другог. Поред тога, мужјак понекад изводи импресиван небески плес у којем кружи пре него што понире на делимично затвореним крилима, поново се уздиже, након чега може да се упусти у нагињање или чак прављење петље у зениту, спуштајући се готово вертикално, понављајући плес једном или више пута. Територије су прилично велике за риђе мишаре. У Украјини је процењено да је по пару било око 120 км²,   док је у Казахстану, на подручју од 100 км² , процењени је просек од 2,8 гнездећих парова.
Сезона гнежђења риђег мишара може пасти у различито доба године. У Европи се обично размножава од марта до јула. Слична фенологија размножавања је забележена у Јерменији, па чак и у Ираку. У Уједињеним Арапским Емиратима је пријављено гнездо са јајима која су морала бити положена у децембру, а пар је живео у њему најмање до марта. У Мароку, брачна окупљања почињу у јануару и фебруару, достижући врхунац у марту, са полагањем јаја обично од марта до априла у северном делу земље и од фебруара до априла у јужном делу. На другим местима у Северној Африци, размножавање изгледа пада нешто раније, од фебруара до марта, а могуће је да се излегање јаја заврши до маја. Период гнежђења у Пакистану је отприлике од марта до јула, али записи о јајима чак до јуна могу указивати на положена друга или заменска легла. Гнездо је велика гомила штапова и грана, обично обложена зеленим лишћем, гранчицама, сламом и вуном. Гнезда су прилично велике структуре, у просеку око 71-99 цм у пречнику, као у Бугарској и Казахстану, респективно, али би лако могао да пређе 1 м у пречнику у неким случајевима. Просечна дубина је била 20-49 цм, у распону од 15-100 цм у дубину у Бугарској и Казахстану.
Гнезда ове врсте се често налазе на литицама , стема или ниским стенама, често у прилично осенченом окружењу у односу на осунчано окружење. У Казахстану, више од 75% од 53 гнезда налазило се на таквим избочинама или у гранитним нишама, додатних 11% на далеководним стубовима, 8% на дрвећу и 4% на високим брдима, ређе на месту за гнежђење, на дрвету или стрмој падини или старом великом птичјем гнезду. На Кипру је од 22 гнезда само једно било на дрвету, док су остала била на разним литицама, од морских литица до планинских подручја од око 1.100 м надморске висине. Сва позната гнезда у северозападној Кини, као и у југозападном Ирану, налазила су се на литицама. У Бугарској, у одсуству природних стена, риђи мишари су се углавном прилагодили гнежђењу поред вештачких каменолома, уместо коришћења дрвећа. Локације за гнежђење биле су изузетне него у Украјини, где је већина (85,7%) изграђена у храстовима, а једно је додатно постављено и на крушку. Подаци из региона Волге у Русији такође указују на то да је гнежђење на дрвећу уобичајено за ову врсту тамо, посебно код стабала јабуке Malus. Поред тога, чини се да се неколико познатих гнезда из Пакистана налази на дрвећу као што су јеле или клеке. Такође су документована и нека гнезда дуж обода старих зграда. Понекад риђи мишар користи старо гнездо друге врсте, очигледно углавном гавранова као што су обични гавранови (Corvus corax) или смеђоврати гавран (Corvus ruficollis). Гнезда се често поново користе у наредним годинама и временом се допуњују.
Риђи мишар може да положи јаја различите величине. Обично се полажу 2 до 4 јаја, али је документовано и од 1 до 6 јаја. Просечна величина легла у Украјини била је 2,7, у узорку од 8 гнезда. Иста просечна величина легла је забележена и на Кипру. Просечна величина гнезда у Северној Африци пријављена је (у узорку од 57) као 2,54. Просечна величина гнезда у северозападном Ирану је била 3. У северозападној Кини, просечна величина гнезда је била 3,3. Јаја су благо храпава, овална и углавном беличаста са жућкастим нијансом и неколико брадавичастих избочина, са нејасним сиво-смеђим до црвенкасто-смеђим ознакама, које имају тенденцију да бледе на врху овала. Просечна величина јаја у Украјини, Јерменији и северозападној Кини била је 59,5 мм x 46,9 мм, 60.3 mm x 47.2 mm и 56 mm x 43 mm, респективно. Висина јаја кретала се од 53/63 mm и пречник се кретао од 42/49.5 mm, док су у Јерменији јаја тежила 72.9 g у просеку, а у Кини су тежили 68.2 g. Инкубација траје око 28 до 30 дана.
По излегању, млади су очекивано поткрушци. Просечна величина легла је око 2,3 јаја. Птићи у почетку имају фино бело паперје, а затим развијају друго паперје са белом до кремасто белом бојом. Птићи се доста хране, посебно од стране мајке око 30 дана, након чега она може наставити са ловом. Излет пилића може се догодити између 40 и 46 дана старости код младих мишара. Период зависности након што напусте гнездо може бити релативно дуг за грабљивицу умерене зоне, достижући можда укупно месец дана. Стопе успеха размножавања Риђи мишара су релативно слабо познате, а многи извори не успевају да пронађу опсежне податке о овој теми. Подаци са Кипра показују да успех гнежђења значајно варира, вероватно на основу залиха хране, са просечном годишњом стопом успеха која варира од 46% до 93%. У северозападној Кини, просечан број младих птица по гнезду био је 0,7, док је просечан број младих птица из успешних гнезда био 1,4. Максимална процењена просечна продуктивност по пару у Израелу била је око 0,96.

## Статус
Извесни падови су забележени у западној Русији и генерално, риђи мишар може бити нешто мање бројан него што је некада био у западнијим деловима ареала. С друге стране, од 1990-их, недавно је забележен пораст у Европи, углавном у Бугарској, где су раст популације и расејавања након гнежђења проширили њихов ареал у мађарским степама. Деведесетих година прошлог века, процењена популација у западном Палеарктику била је између 5.000 и 15.000 парова, док је до 2015. године процењена популација била 11.800-19.200 парова који се гнезде. Следеће процене показују да се бројност креће од мањег броја из 1990-их до генерално већег процењеног броја до 2015. године. Процењује се да се у западној Русији гнезди 800-1.500 парова, у Бугарској 200-750 парова, у Грчкој око 60-300 парова и у Украјини 50 парова, са мањим бројем у Албанији и неколико других земаља. Европа садржи мање од четвртине светске популације, а пад у односу на историјски број је и даље био преко 30%, тако да се риђи мишар локално сматра рањивом врстом у Европи. Штавише, процењује се да се у Израелу гнезди око 500 парова, што је забележено након благог смањења популације углавном због употребе пестицида 1950-их. Турска популација је велика, са 1.000-10.000 парова, вероватно 3.000-6.000; са око 1.000-2.500 у Азербејџану. Поред тога, бројност се сматра непромењеном у Јерменији. Постоје мање познате популације и трендови у Северној Африци, са можда 400 парова у Тунису, 1.000 или више парова у Мароку. Мали број се гнезди на Арабијском полуострву. Сматра се да ће Арабија доживети пад популације риђих мишара од 5%, вероватно због претерано екстензивне конверзије станишта у пољопривредно земљиште и каменоломе. Саудијска Арабија има око 600 парова, Оман и Јемен око 100 парова, а Уједињени Арапски Емирати око 5 парова. Још увек је мање података доступно из Азије, где се врста сматра ретком до ретком у Пакистану, нешто чешћом у Кашмиру и различито ретком до ретком у северозападној Кини и Туркменистану. Добро станиште и јаки посредни докази о јаким континуираним паровима који се гнезде у Централној Азији довели су до пројектоване прилично бројне, али слабо документоване популације у овом региону.